# 阿利亞比耶夫冰川
71°42′S 72°40′W / 71.700°S 72.667°W
阿利亞比耶夫冰川（英語：Alyabiev Glacier）是南極洲的冰川，位於亞歷山大一世島的貝多芬半島，處於阿連斯基冰川以西5公里，以俄羅斯的作曲家命名。